# Sophie von Pommern

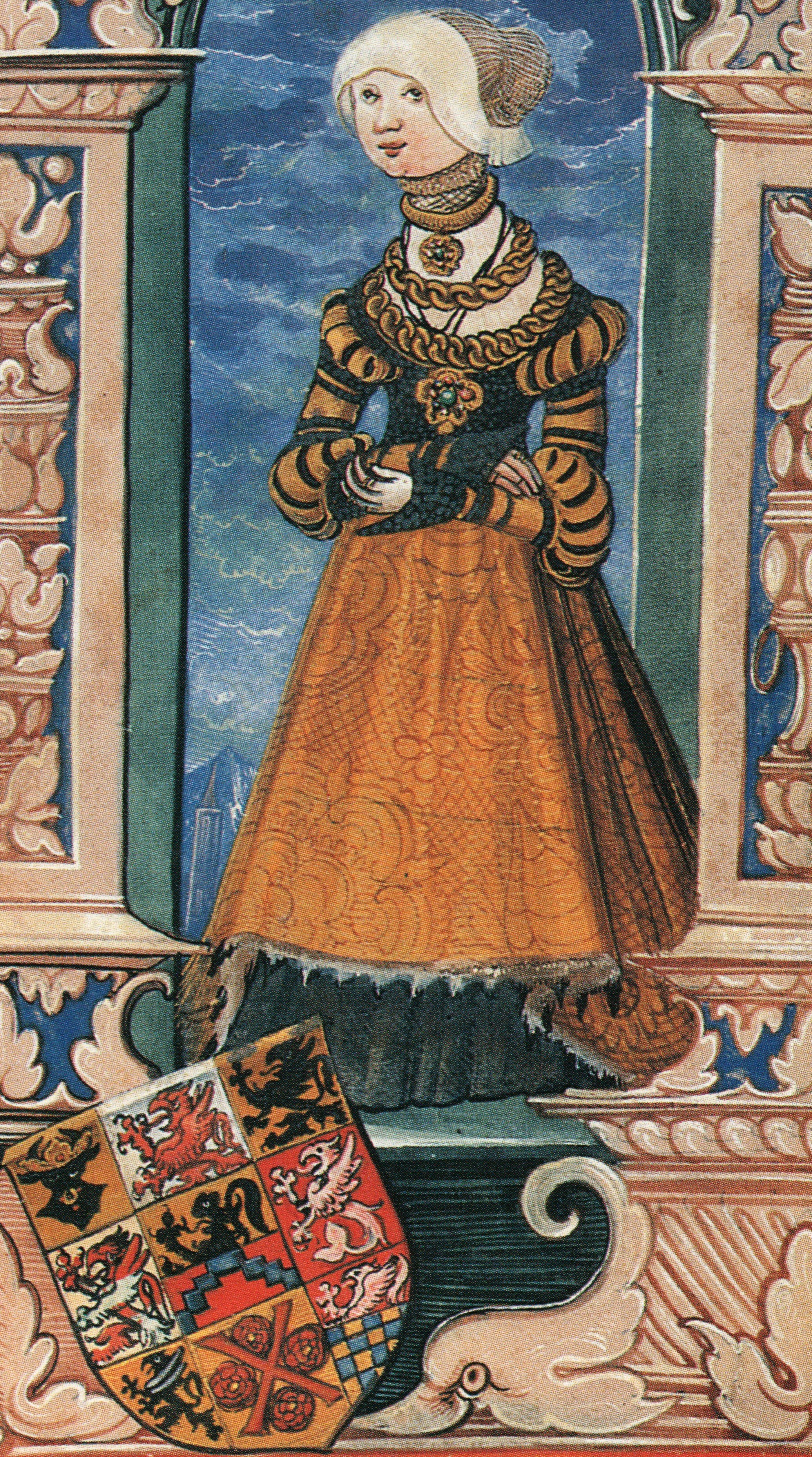
Sophie von Pommern, Ausschnitt aus der Schweriner Bilderhandschrift, 1526.

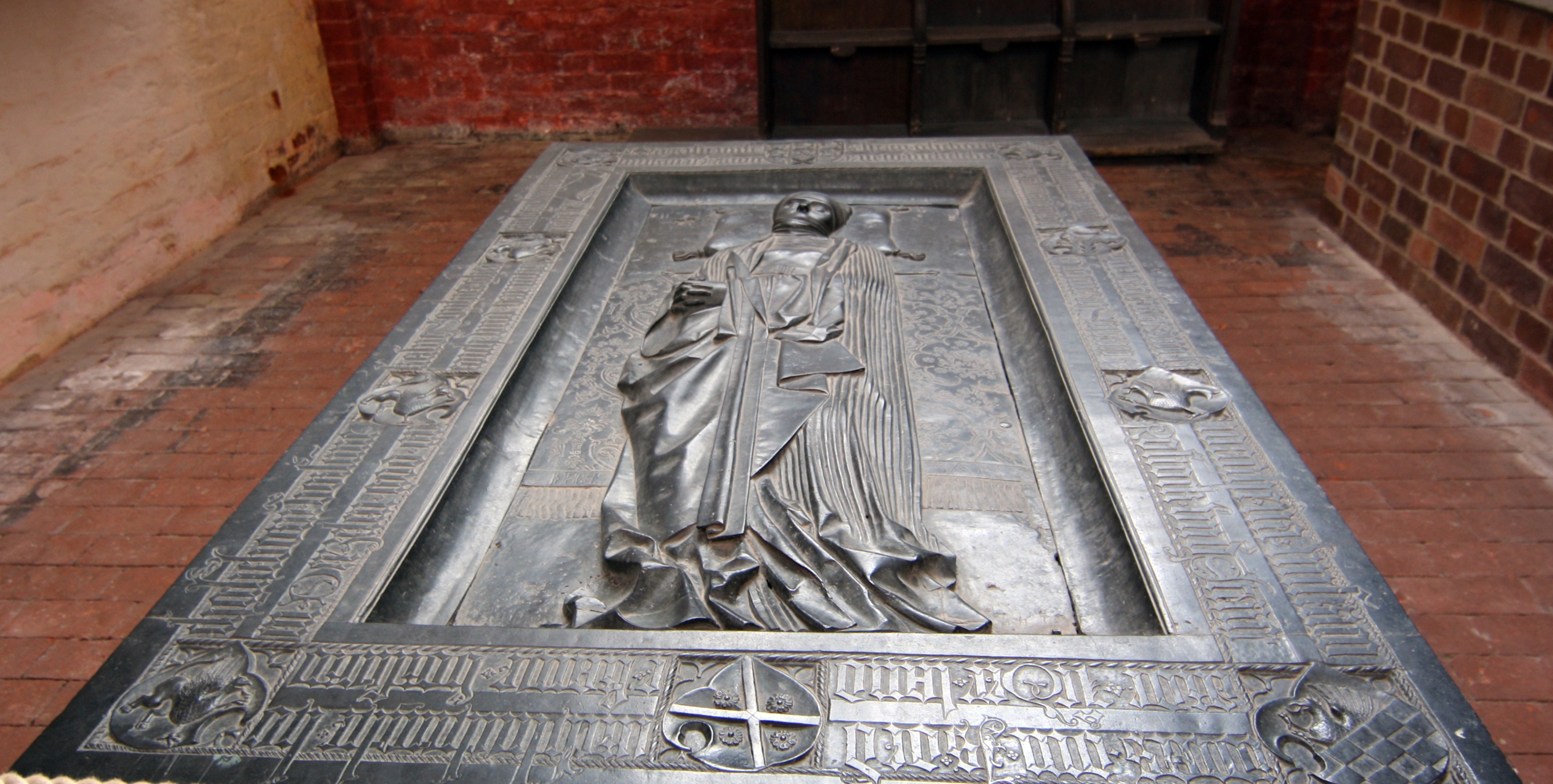
Die Grabplatte der Sophie von Pommern

Sophie, Prinzessin von Pommern, († 26. April 1504) war Herzogin zu Mecklenburg von 1478 bis 1504.
Sie war die Tochter des Herzogs Erich II. (Pommern) († 1474) und seiner Gattin Sophia († 1497). Ihr Bruder war Bogislaw X. (1454–1523), der das Land fast fünfzig Jahre als einheitliches Territorium regierte. Pommern erlebte unter Bogislaws X. Herrschaft eine Blütezeit: Stettin wurde 1491 zur Residenz erhoben, eine herzogliche Verwaltung mit Kanzlei geschaffen, eine geordnete Steuererhebung eingeführt und der Landfrieden eingehalten. Dem Herzogtum Mecklenburg war aus politischen Gründen sehr an einer Verbindung mit dem pommerschen Haus gelegen.
Sophie von Pommern war 1472 mit Johann VI., dem Bruder ihres späteren Gemahls Magnus II. von Mecklenburg, verlobt worden. Nach Johanns Tod kurz vor der geplanten Hochzeit 1474 legte Sophie das Gelübde ab, nicht zu heiraten. Doch der Bruder ihres verstorbenen Verlobten, Magnus II., war sehr an der Sicherung der Grenze zu Pommern und daher an einer Heirat mit Sophie interessiert. Er heiratete sie trotz mehrfacher kirchlicher Ehehindernisse. Danach tat er alles, um eine Dispens zu erhalten und die Ehe zu legitimieren. Auf sein Bittschreiben erhielt das Paar eine auf den 28. April 1478 datierte päpstliche Dispens vom vorliegenden Ehehindernis. Um rechtsgültig zu werden, musste die Ehe daher erneut geschlossen werden. Deshalb heiratete Magnus Sophie im Mai 1478 in Anklam ein zweites Mal. Auch von ihrem Gelübde erhielt Sophie am 3. April 1486 auf Vermittlung von Kardinal Francesco Todeschini Piccolomini, dem späteren Papst Pius III., die Dispensation, allerdings mit der Auflage, jährlich drei Arme mit weißwollenen Kleidern zum Gedächtnis an die Jungfrau Maria auszustatten.
Der Sterbeort von Sophie ist nicht überliefert. Ähnlich wie ihre Tochter, die nachmalige Landgräfin Anna von Hessen, über zwei Jahrzehnte später, ging auch Sophie hinsichtlich ihres Bestattungsortes ganz eigene Wege. Hatten sich ihre sämtlichen mecklenburgischen Verwandten einschließlich ihres Mannes im Doberaner Münster beisetzen lassen, wählte sie das Dominikanerkloster in Wismar als letzten Ruheort. Sophies Beisetzung war die erste des herzoglichen Hauses in Wismar und – abgesehen von ihrer Schwester Margarete, der Witwe Balthasars, am 27. März 1526 – auch die letzte.
Die Grabplatte aus Bronze mit dem lebensgroßen Abbild der auf einer Granatapfeldecke ruhenden Herzogin bedeckte zunächst bis 1880 ihre Gruft am Hauptaltar der Kirche des Dominikanerklosters, kam dann in die Marienkirche und befindet sich seit deren Zerstörung in einer der nördlichen Seitenkapellen der Nikolaikirche.